# Чопо
Чопо (фр. Tshopo) — провінція ДР Конго, розташована по берегах середньої течії річки Конго. Адміністративний центр — місто Кісангані. Утворена в результаті конституційної реформи 2005 року і названа по імені однієї з приток річки Конго. Раніше входила до складу Східної провінції.

## Адміністративний поділ
- Бафвасенде (Bafwasende)
- Баналіа (Banalia)
- Басоко (Basoko)
- Ісангі (Isangi)
- Опала (Opala)
- Убунду (Ubundu)
- Яхума (Yahuma)

| Прапор ДР Конго | Це незавершена стаття про ДР Конго. Ви можете допомогти проєкту, виправивши або дописавши її. |